# La spiaggia più lontana
La spiaggia più lontana (The Farthest Shore), noto anche col titolo Il signore dei draghi, è un romanzo fantasy della scrittrice statunitense Ursula K. Le Guin pubblicato da Atheneum nel 1972. È stato tradotto in italiano da Roberta Rambelli per Editrice Nord nel 1981.
Il romanzo, ambientato nel mondo di Terramare, è il seguito de Le tombe di Atuan e nel 1973 ha vinto il National Book Award per la letteratura per ragazzi.

## Trama
Uno strano, inspiegabile malessere si sta diffondendo in tutta Terramare. La magia sta perdendo il suo potere, le canzoni vengono dimenticate, esseri umani e animali si ammalano o impazziscono. Il mago Ged, accompagnato da Arren (il giovane principe di Enlad) parte dall'isola di Roke per trovare la causa di tutto ciò. Dopo un viaggio irto di ostacoli, si spostano alla fine della terra e oltre, nella terra dei morti. Laggiù dovranno affrontare e sconfiggere il mago Cob, che aveva aperto un varco tra i due mondi nel tentativo di ingannare la morte e vivere per sempre. Per chiudere questo varco, Ged sacrifica tutti i suoi poteri magici.
Quando ritornano nel mondo dei vivi, Arren si rende conto che ha adempiuto alla profezia dell'ultimo re di Earthsea, pronunciata molti secoli prima: "Ad ereditare il mio trono sarà colui che avrà attraversato la terra oscura vivo giungendo all'estrema sponda dei giorni". In seguito il regno si era diviso in piccoli principati e domini, spesso in guerra tra loro. Ora, invece, possono essere riunificati.
Le Guin ci offre due finali per la storia. In uno, dopo l'incoronazione di Arren, Ged prende il mare da solo e di lui non si ha più notizia. Nell'altro, Ged ritorna alla foresta della sua isola d'origine, Gont. Nel 1990, diciassette anni dopo la pubblicazione di La spiaggia più lontana, Le Guin ha optato per il secondo finale quando ha continuato la storia in Tehanu.

## Analisi
Come le due precedenti opere della trilogia, questo è un romanzo di formazione. La storia è raccontata prevalentemente dal punto di vista di Arren, che, da ragazzo sgomento al cospetto ai signori di Roke, si trasforma nell'uomo che si rivolge sicuro di sé ai draghi di Selidor.
Anche Ged è più maturo. Non è più il giovane impetuoso che aveva aperto una fessura tra i mondi ne Il mago di Earthsea, e nemmeno il giovane temerario che si era avventurato da solo nelle Tombe di Atuan. Anche se il suo compito è altrettanto difficile e pericoloso di tutto ciò che aveva tentato in passato, ora è soltanto la necessità a guidare le sue azioni.
Cob può essere considerato l'alter ego di Ged: un Ged che non si è ritratto dalla pericolosa via di entrare in contatto con i morti (cosa con cui Ged si era dilettato da giovane), ma che ha seguito questa strada fino alla sua conclusione definitiva. Dunque lo scontro finale con Cob e la chiusura del varco tra i mondi dei vivi e dei morti è una sorta di ripetizione del suo scontro con l'Ombra nel primo volume, Ombra che era l'alter ego di Ged in modo ancora più esplicito.
La chiusura del varco maligno da parte di Ged, che gli costa la completa perdita dei suoi poteri magici (e quasi anche della vita) può anche essere considerato come l'adempimento finale del suo desiderio di "disfare il male" che egli da giovane aveva manifestato all'Arcimago Gensher (e che, come l'Arcimago gli aveva detto, non era allora capace di conseguire).

## Edizioni in italiano
- La spiaggia più lontana, traduzione di Roberta Rambelli, Fantacollana 34, Editrice Nord, 1981,  p. 214.
- Il signore dei draghi, traduzione di Maria Bastanzetti, I Grandi, Arnoldo Mondadori Editore, 2004,  p. 300, ISBN 8804528486.
- Il signore dei draghi, traduzione di Roberta Rambelli, Oscar Bestsellers 1864, Arnoldo Mondadori Editore, 2008,  p. 302, ISBN 9788804579403.